# Inbar Lavi
Inbar Lavi (hebrejsky ענבר לביא‎, narozena 27. října 1986) je izraelská herečka. Je známá rolí Ravivy v seriálu MTV Underemployed. Dále se objevila například v americkém krimi seriálu stanice Fox, Útěk z vězení, a ve čtvrté řadě seriálu Lucifer, kde si zahrála postavu biblické Evy.

## Životopis
Narodila se v Izraeli. Její matka je sefardská Židovka marockého původu, její otec je aškenázský Žid polského původu. Její hereckou inspirací byl výkon Natalie Portman ve filmu Léon: The Professional. Jejím vzorem byla i izraelská herečka Ayelet Zurer.
V mládí studovala balet a moderní tanec v izraelském městě Cholon. Později studovala také herectví v Tel Avivu.
V sedmnácti letech se přestěhovala do New Yorku, kde si zahrála v několika divadelních představeních. O pár měsíců později byla přijata na hereckou školu Lee Strasberg Theatre and Film Institute a odstěhovala se do Los Angeles.

## Kariéra

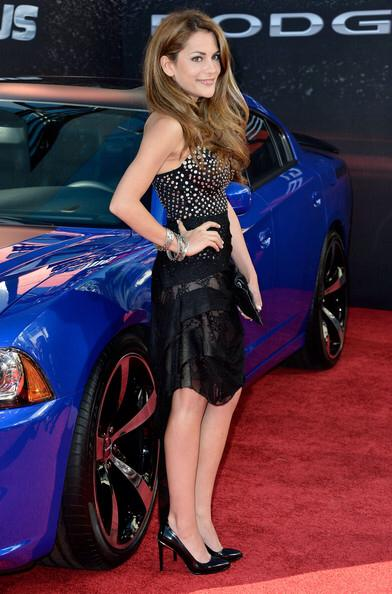
Inbar Lavi, 2013

Poprvé se před kamerou objevila roku 2009, a to jako host v několika amerických seriálech, například v CSI: Miami, Myšlenky zločince a Posel ztracených duší.
Roku 2014 si zahrála roli nadějné zpěvačky Ravivy v seriálu Underemployed. Dále se objevila v roli prostitutky Winsome v sedmé sérii seriálu Sons of Anarchy. Roli Veronicy "Vee" Dotsen ztvárnila v seriálu televize FOX, ''Gang Related''.
Roku 2017 hrála hlavní roli seriálu Imposters. Objevila se ve druhé sérii seriálu Poslední loď, kde ztvárnila postavu izraelské agentky Ravit Bivas. Do seriálu Útěk z vězení byla obsazena roku 2016 do role jemenské aktivistky Sheeby. Ve čtvrté sérii seriálu Lucifer se objevila jako Eva, Luciferova milenka a matka Caina a Abela.